# Президентски избори в Иран (2024)
Президентските избори в Иран през 2024 г. се провеждат в два тура – на 28 юни и на 5 юли. Кандидатът реформатор Масуд Пезешкиан печели втория тур с 53% от гласовете според официално публикуваните резултати, а неговият опонент, консерваторът Саид Джалили, получава 43%.
Избирателната активност на първия тур е 40%, най-ниската за президентски избори в Иран от 1979 г., общо 1 056 159 бюлетини са счетени за невалидни. За първи път от 2005 г. се стига до балотаж.